# 浪漫風暴
是一部1993年的美國愛情犯罪電影，由東尼·史葛執導，昆頓·塔倫天奴編劇。主演是克利斯汀·史萊特和柏翠茜·雅格，還有配角邁克·拉帕波特、布朗遜·平索、索爾·魯賓奈克、丹尼斯·賀柏、韋·基馬、加利·奧文、畢·彼特、基斯杜化·華堅和占士·簡東費尼。

## 演員
- 克利斯汀·史萊特 飾 Clarence Worley
- 柏翠茜·雅格 飾 Alabama Whitman
- 邁克·拉帕波特 飾 Dick Ritchie
- 布朗遜·平索（英语：Bronson Pinchot） 飾 Elliot Blitzer
- 索爾·魯賓奈克（英语：Saul Rubinek） 飾 Lee Donowitz
- 丹尼斯·賀柏 飾 Clifford Worley
- 占士·簡東費尼 飾 Virgil
- 加利·奧文 飾 Drexl Spivey
- 基斯杜化·華堅 飾 Don Vincenzo Coccotti
- Chris Penn（英语：Chris Penn） 飾 探員Nicky Dimes
- 湯姆·賽斯摩 飾 探員Cody Nicholson
- 麥可·貝奇 飾 Officer Wurlitzer
- 畢·彼特 飾 Floyd
- 韋·基馬 飾 Mentor
- 森姆·積遜 飾 Big Don
- 康查塔·費雷爾 飾 Mary Louise Ravencroft

## 外部連結
- 互联网电影数据库（IMDb）上《浪漫風暴》的资料（英文）
- AllMovie上《浪漫風暴》的资料（英文）
- Metacritic上《浪漫風暴》的資料（英文）